# Durán (kanton)
Durán – kanton w prowincji Guayas, w Ekwadorze. Stolicą kantonu jest Durán.